# شيب مبكر للشعر
الشيب المبكر للشعر (بالإنجليزية: Premature greying of hair)، والمعروف أيضًا باسم الرواسب له تأثيرات سلبية على المظهر والثقة واحترام الذات والقبول الاجتماعي للفرد المصاب. ويقال إن الشعر يكون لونه قبل الأوان إذا حدث قبل سن العشرين في الأشخاص البيض، وقبل 25 سنة في الآسيويين، وقبل 30 سنة في إفريقيا.

## السبب
سبب الشيب هو غير كامل الفهم، ويعد عملية معقدة متعددة العوامل وهي تفاعل بين العوامل الغذائية والوراثية والبيئية.
غالبًا ما يرتبط نقص التغذية مثل نقص فيتامين بي12، نقص الحديد الشديد، فقدان البروتين المزمن ونقص النحاس بالشيب المبكر للشعر. العوامل الأخرى قد تشمل انخفاض مصل الفيريتين، وانخفاض الكالسيوم في الدم. قد يكون الشيب المبكر مؤشر على فقر الدم الخبيث.
وقد لوحظ الشيب المبكر للشعر بتكرار أكبر بين بعض الأسر، مما يشير إلى الاستعداد الوراثي لهذه الحالة. بما أن صبغة الشعر ناتجة عن تفاعل معقد بين عوامل وراثية مختلفة، فمن المعتقد أن الشيب المبكر يمكن أن يكون بسبب استنفاد قدرة الخلايا الصباغية على إنتاج صبغ الشعر. يمكن أن تحدث الفطريات المبكرة بمفردها كحالة جسمية قاهرة أو بالاشتراك مع  متلازمة الشيخوخة المبكرة المختلفة.متلازمة داون تتميز بميزات التعجيل بالشيخوخة بما في ذلك الشيب المبكر للشعر .
التدخين هو عامل آخر يعتبر متعلقا بالشيب المبكر للشعر. وينتج عن التدخين توليد كمية هائلة من أنواع الأكسجين التفاعلية التي تؤدي إلى زيادة الإجهاد التأكسدي الذي يبلغ ذروته إلى ضرر للخلايا المنتجة للميلانين. ويعتبر التعرض لفترة طويلة للأشعة فوق البنفسجية لبدء عمليات مماثلة في بصيلات الشعر مما يؤدي إلى الشيب المبكر من الشعر.